# Lenzerhorn
Le Lenzerhorn est un sommet des Alpes, à 2 905 m, dans la chaîne de Plessur, en Suisse (canton des Grisons).